# 10727 Акіцусіма
10727 Акіцушіма (1987 DN, 1996 VZ30, 1998 BF4, 10727 Akitsushima) — астероїд головного поясу, відкритий 25 лютого 1987 року.
Тіссеранів параметр щодо Юпітера — 3,205.